# 新疆生产建设兵团第四师七十一团
新疆生产建设兵团第四师七十一团是中华人民共和国新疆生产建设兵团第四师下辖的一个团。

## 行政区划
新疆生产建设兵团第四师七十一团下辖以下单位：
团部、一连、二连、三连、四连、五连、六连、七连、八连、九连和焦化厂生活区。